# Thranius rufescens atripennis
Thranius rufescens atripennis es una subespecie de escarabajo longicornio del género Thranius, tribu Thraniini, subfamilia Cerambycinae. Fue descrita científicamente por Gressitt & Rondon en 1970.

## Descripción
Mide 15-18 milímetros de longitud.

## Distribución
Se distribuye por Laos y Vietnam.